# Ožbi Ošlak
Ožbi Ošlak, slovenski alpski smučar, * 25. januar 1977, Črna na Koroškem. 
Ošlak je nastopil na svetovnih mladinskih prvenstvih v letih 1995 in 1996, ko je dosegel peto mesto v veleslalomu in deveto v smuku. V svetovnem pokalu je tekmoval pet sezon med letoma 1997 in 2001. Debitiral je 6. decembra 1997 na superveleslalomu v Beaver Creeku, kjer je odstopil. Skupno je v svetovnem pokalu nastopil na 33-ih tekmah, 23-ih smukih in desetih superveleslalomih. Edinkrat se mu je uspelo uvrstiti med dobitnike točk 26. novembra 2000 na smuku v Lake Louisu s 30. mestom. V sezoni 1999/00 je postal slovenski državni prvak v smuku.